# 리더알프
리더알프(독일어: Riederalp [ˈʁiːdɐʔalp][*])는 스위스 발레주 라론구의 자치시이다. 고피스베르크(Goppisberg), 그라이히(Greich) 및 리드뫼렐(Ried-Mörel)의 합병을 통해 2003년에 만들어졌다.

## 지리
리더알프의 면적은 2011년 현재 21k㎡이다. 이 중 27.7%는 농업용으로 사용되며, 42.0%는 산림이다. 나머지 토지 중 3.0%는 정착지(건물 또는 도로)이고, 27.3%는 비생산적인 토지이다.
중산간 리조트는 베른 알프스에 있는 유럽에서 가장 큰 23km 길이의 알레치 빙하 남쪽에 있는 남향 테라스에 자리 잡고 있다. 마을의 고도(1,930m)에서는 플레치호른, 돔산 및 마터호른과 같은 가장 높은 정상이 있는 페나인 알프스를 잘 볼 수 있다.

## 인구통계

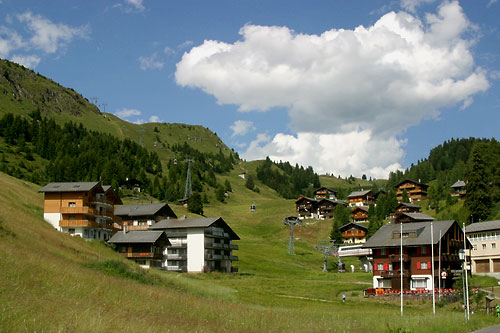
리더알프 마을

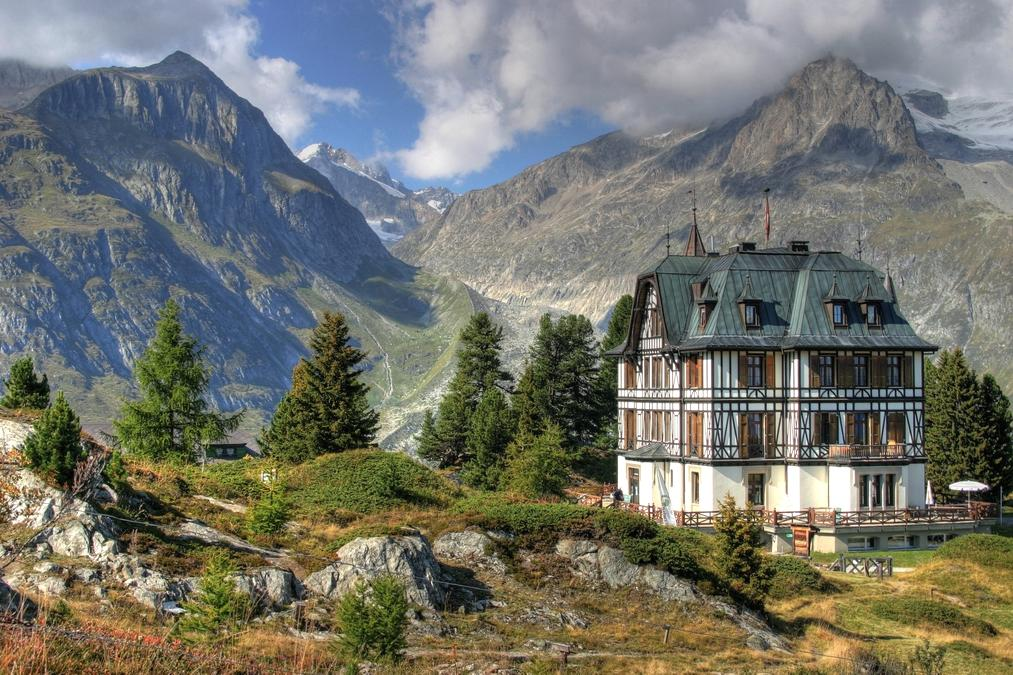
카셀 저택. 알레치 빙하 근처에 위치해 있으며, 프로 나투라의 국립 자연 센터 중 하나이다.

2020년 12월 기준, 리더알프의 인구는 438명이다. 2008년 현재 인구의 10.6%가 거주하는 외국인이다. 2000년부터 2010년까지 지난 10년 동안 인구는 -3.9%의 비율로 변화했다. 이주로 인해 -3.9%, 출생과 사망으로 인해 3.6%의 비율로 변화했다.
2000년 기준, 인구 대부분인 95.6%가 독일어를 모국어로 사용하고, 세르보-크로아티아어가 1.9%로 두 번째로 많고, 프랑스어가 0.8%로 세 번째이다.
2008년 현재, 인구는 479명의 스위스 시민과 57명의 비시민권자(인구의 10.63%)로 구성되어 있다. 2000년 기준으로 어린이와 청소년(0~19세)이 인구의 23.9%, 성인(20~64세)이 59.4%, 노인(64세 이상)이 16.7%를 차지한다.
2009년 기준 신규 주택 건설률은 주민 1,000명당 9.3호였다. 2010년 시정촌의 공실률은 1.33%였다.

## 관광
고피스베르크(Goppisberg)와 그라이히(Greich) 전체 마을이 스위스 유산 목록 목록의 일부로 지정되어 있다.

## 정치
2007년 연방 선거에서 가장 인기 있는 정당은 CVP로 69.21%의 득표율을 기록했다. 그 다음으로 가장 인기 있는 3개 정당은 SVP (13.12%), FDP (9.33%), SP (6.95%)였다. 연방 선거에서 총 290표가 투표되었고 투표율은 69.4%였다.
2009년 국무원 선거에서 총 269표가 사용되었으며, 이 중 20개 또는 약 7.4%가 유효하지 않았다. 유권자 참여율은 68.3%로 주 평균인 54.67%보다 훨씬 높았다. 2007년 스위스 국가 평의회 선거에서 총 288표가 사용되었으며, 그중 17표(약 5.9%)는 무효표였다. 유권자 참여율은 72.9%로 주 평균인 59.88%를 훨씬 웃돌았다.

## 경제
2010년 현재 리더알프의 실업률은 2%였다. 2008년 현재 1차 경제 부문에 고용된 직원은 62명이며, 이 부문에 관련된 기업은 약 18개이다. 2차 부문에 9명이 고용되었고, 이 부문에는 4개의 사업체가 있었다. 239명이 3차 부문에 고용되었으며, 이 부문에 37개의 기업이 있다.
2008년 정규직에 해당하는 총 일자리 수는 240개였다. 1차 부문의 일자리 수는 24개였으며, 모두 농업 분야였다. 2차 부문의 일자리 수는 8개였으며, 모두 건설 분야에 있었다. 3차 부문의 일자리 수는 208개였다. 3차 부문에서 21개(10.1%)는 도소매 또는 자동차 수리, 11개(5.3%)는 물품의 이동 및 보관, 131개(63.0%)는 호텔 또는 레스토랑, 1개는 보험 또는 금융 산업, 2개(1.0%)가 교육을 받았다.
근로 인구 중 28.9%는 대중교통을 이용하여 출퇴근했으며, 20.9%는 자가용을 이용했다.

## 교육
2010-2011학년도 동안 리더알프 학교 시스템에는 총 21명의 학생이 있었다. 발레주의 교육 시스템은 어린이들이 1년 동안 의무가 아닌 유치원에 다닐 수 있도록 한다. 그 학년도에는 1개의 유치원 학급(KG1 또는 KG2)과 7명의 유치원생이 있었다. 주의 학교 시스템은 학생들이 초등학교 6년을 다니도록 요구한다. 리더알프에는 초등학교에 총 2개의 학급과 21명의 학생이 있었다. 중등 학교프로그램은 3년의 낮은 의무 교육(오리엔테이션 수업)과 3~5년의 선택적 고급 학교로 구성된다. 리더알프의 모든 중학교 및 고등학교 학생들은 인근 지자체의 학교에 다닌다.

## 스포츠

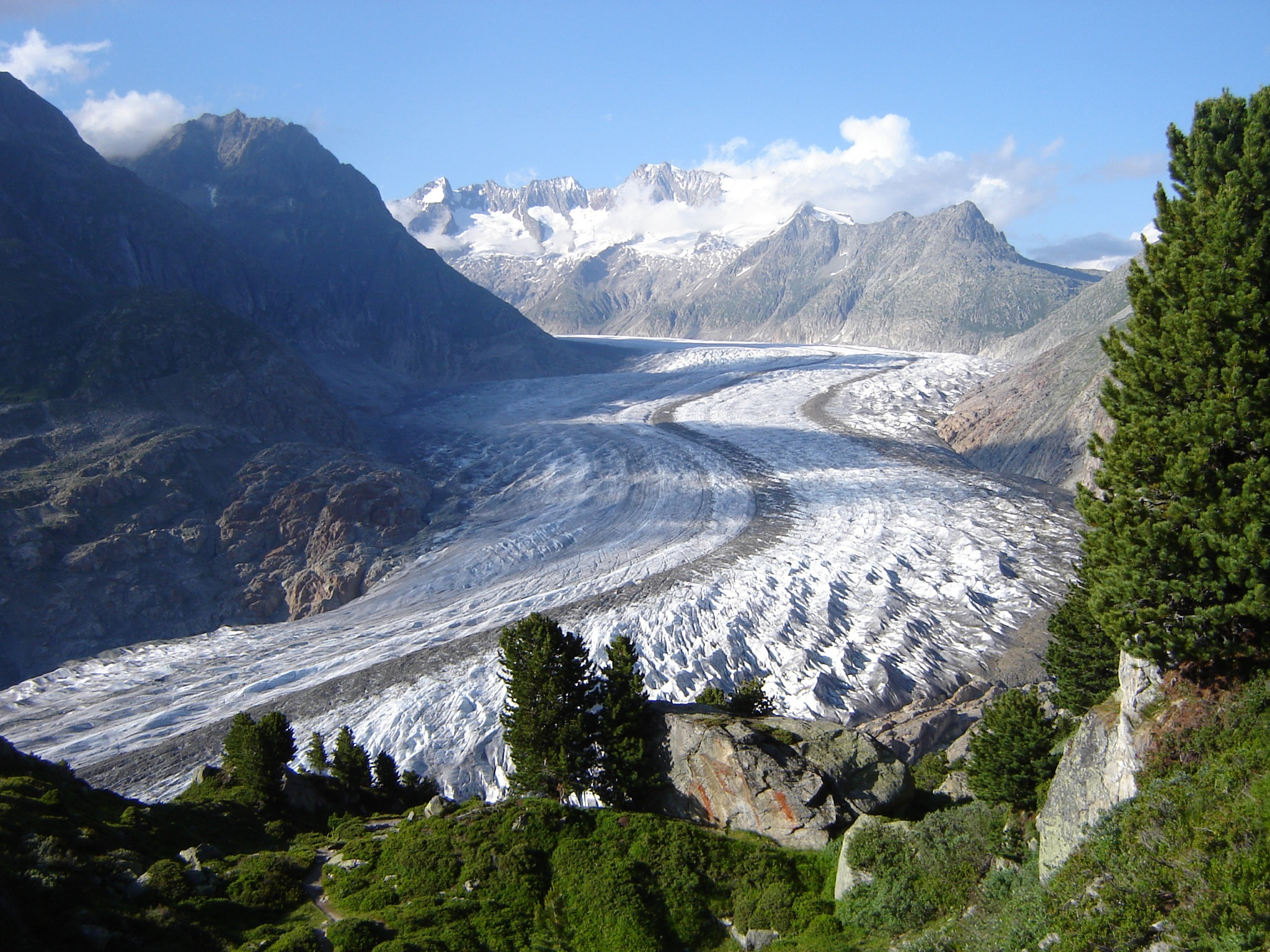
빙하 위의 알레치 숲

초보자와 중급 스키어는 30km 길이의 피스트를 즐길 수 있으며 전문 스키어와 스노보더는 산 정상에서 오프 피스트를 선택할 수 있다.
리더알프는 교통이 제한된 마을(케이블카 이용 가능)로, 성수기 관광객 유입으로 인해 소수의 영주권자가 거주하고 있다. 7개의 스키 리프트가 리더알프와 인접한 베트머알프 슬로프의 30km에 걸쳐 운행된다. 또한 19km의 크로스 컨트리 트레일이 있다.

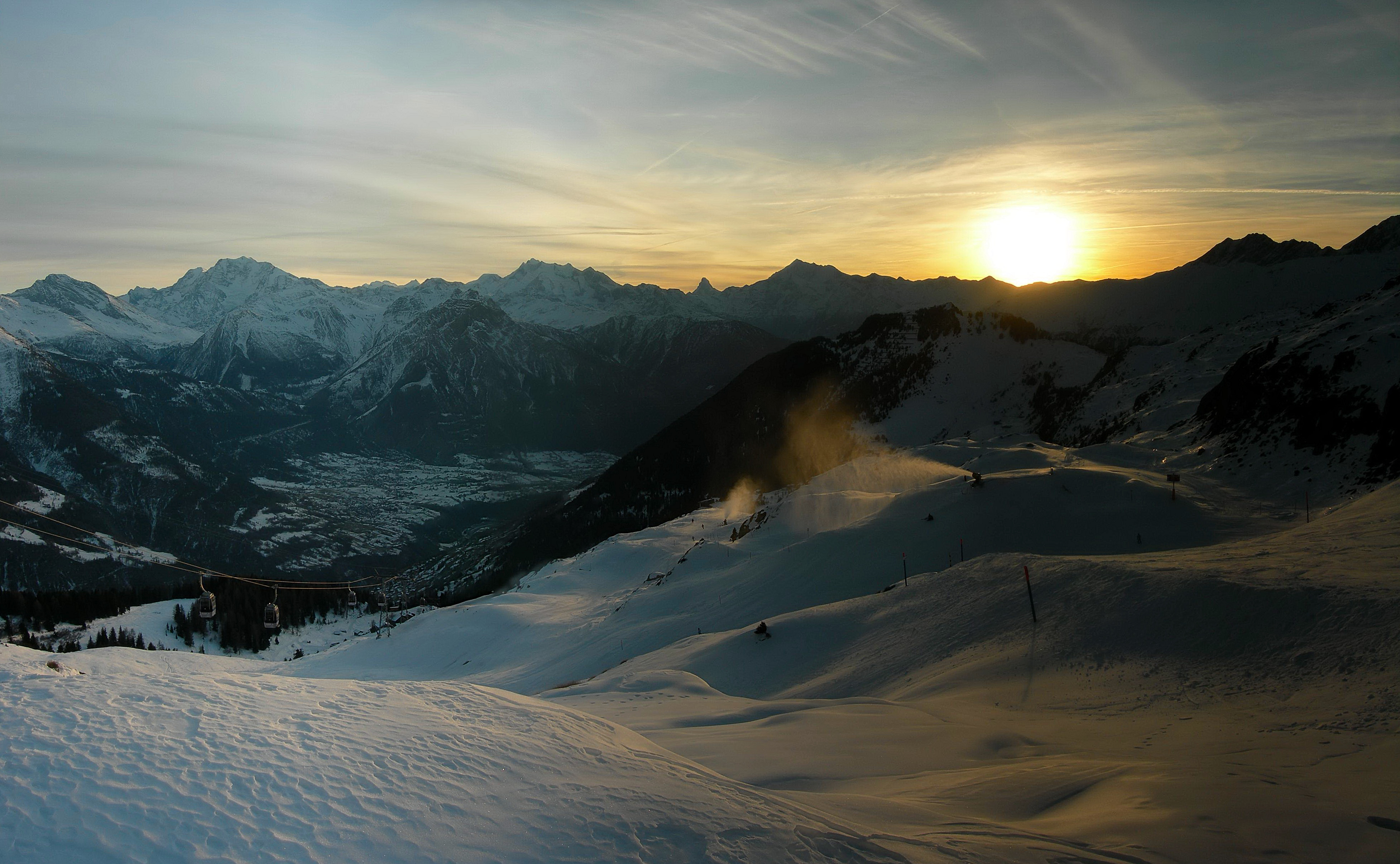
겨울의 리더알프

마을 주변에는 약 25km의 겨울 산책로가 있다. 베트머알프에는 스포츠 센터와 실내 수영장도 있다.

## 스키리프트
리더알프는 뫼렐에서 2개의 공중 트램웨이 또는 곤돌라 리프트를 통해 도달할 수 있다. 주요 스키 리프트는 다음과 같다.
| 이름                 | 유형        | 지상역 해발        | 산악역 해발        | 슬로프 길이        | 수용 인원/시간당 | 건설 |
| -------------------- | ----------- | ------------------ | ------------------ | ------------------ | ---------------- | ---- |
| Mörel Ried-Mörel     | 공중삭도    | 759 m (2,490 ft)   | 1,200 m (3,900 ft) | 1,037 m (3,402 ft) | 700              | 1996 |
| Ried-Mörel Riederalp | 곤돌라      | 1,200 m (3,900 ft) | 1,951 m (6,401 ft) | 1,980 m (6,500 ft) | 700              | 1987 |
| Mörel Riederalp      | 공중삭도    | 759 m (2,490 ft)   | 1,950 m (6,400 ft) | 2,798 m (9,180 ft) | 500              | 1974 |
| Moosfluh             | 곤돌라      | 1,886 m (6,188 ft) | 2,335 m (7,661 ft) | 1,798 m (5,899 ft) | 2200             | 1995 |
| Riederfurka          | 체어리프트  | 1,876 m (6,155 ft) | 2,119 m (6,952 ft) | 702 m (2,303 ft)   | 2050             | 1991 |
| Hohfluh              | 체어리프트  | 1,929 m (6,329 ft) | 2,227 m (7,306 ft) | 1,010 m (3,310 ft) | 1090             | 1977 |
| Golmenegg            | 표면 리프트 | 1,954 m (6,411 ft) | 2,100 m (6,900 ft) | 906 m (2,972 ft)   | 900              | 1970 |
| Alpenrose 1          | 표면 리프트 | 1,903 m (6,243 ft) | 1,935 m (6,348 ft) | 179 m (587 ft)     | 1000             | 1980 |
| Alpenrose 2          | 표면 리프트 | 1,903 m (6,243 ft) | 1,935 m (6,348 ft) | 179 m (587 ft)     | 720              | 1980 |